# Dimitriana Bezede
Dimitriana Bezede (nacida Dimitriana Surdu, Chisináu, 12 de abril de 1994) es una deportista de Moldavia que compite en atletismo.
Ganó una medalla de plata en la Copa Europea de Lanzamientos de 2019, en la prueba de peso. Participó en dos Juegos Olímpicos de Verano, Río de Janeiro 2016 y Tokio 2020.